# 科坎諾克 (阿拉斯加州)
科坎諾克（英語：Kokhanok）是位於美國阿拉斯加州湖泊-半島自治市鎮的一個非建制地區和人口普查指定地區。根據2010年美國人口普查，該地人口為170人，而該地的面積約為55.50平方千米。

## 地理
科坎諾克的座標為59°26′27″N 154°44′49″W / 59.44083°N 154.74694°W，而該地的平均海拔高度為75米（即245英尺）。